# Duchesse d'Uzès
La Duchesse d'Uzes, poi rinominata Amiral Cécille, è stata una nave mercantile a vela francese, destinata al commercio, utilizzata dal 1902 al 1921.

## Storia
La chiglia della nave mercantile Duchesse d'Uzes venne posata sullo scalo della succursale di Grand-Quevilly del cantiere navale Société Anonyme des Chantiers et Ateliers de Saint-Nazaire (Penhoët), Chantiers de Normandie il 24 settembre 1901 per conto della Compagnie Française de Navigation di Nantes.
La nave aveva scafo in acciaio rivettato, una lunghezza 86,00 metri fuori tutto, e di 79,45 metri alla scafo, una larghezza di 13,35 m, e un pescaggio di 7,29 m. La stazza lorda era pari a 2.733 tonnellate, mentre quella netta di 1.475 tonnellate, la portata 3.250 tonnellate. 
La superficie velica era di 2.500 mq. La Duchesse d'Uzes fu varata il 22 gennaio 1902 e lasciò il cantiere completamente allestita il 3 maggio 1902.
Faceva parte della classe Léon Blum, cui appartenevano anche la Ernest Reyer, la Rancagua, la Quillota, la Berengère, la Madeleine e la André Théodore. Erano velieri caratterizzati da forme larghe, con buona capacità di trasporto merci, ma piuttosto lenti. La Compagnie Française de Navigation utilizzò la Duchesse d'Uzes per il trasporto alla rinfusa del nichel della Nuova Caledonia e del grano dall'Australia. Il suo primo viaggio, al comando del capitano Eugéne Jean, caricò nickel a Nouméa, Nuova Caledonia, per sbarcarlo a Rotterdam, nei Paesi Bassi. Durante la navigazione da Poron, la nave colpì alcune barriere coralline e dovette recarsi a Sydney (dal 12 febbraio al 15 settembre 1903) per le riparazioni.
Nel 1904 fu rivenduta alla Société Générale d'Armement, che la rinominò Amiral Cécille. In quell'anno dovette affrontare una tempesta nel Mare del Nord, e fu presa a rimorchio dalla Warrior. Salpata da il 21 gennaio 1904 da Cherbourg, al comando del capitano Joseph Annette, raggiunse San Francisco, in California, per arrivare poi a Dublino il 2 maggio 1905. Con lo stesso capitano nel 1906 salpò da Belfast raggiungendo Hobart, la Nuova Caledonia e via Capo Horn (1º luglio 1907) arrivò a Glasgow. Tra il 1907 e il 1909, al comando del capitano Joseph Gautier effettuò un viaggio di 33 mesi, salpando a Glasgow per ritornare in Europa con un carico di grano. Tra il 1909 e il 1910, al comando del capitano Marchandeau effettuò un viaggio da Seattle a Kinsale, dove arrivò l'8 febbraio 1910, e poi con lo stesso capitano un viaggio (1º agosto 1910-21 settembre 1911) da Bristol/Newcastle a Sydney con ritorno a Falmouth con un carico di grano. Tra il 1912 e il 1917, al comando del capitano Louis Lemeilleur andò a Newcastle (febbraio-maggio 1912) e via capo Horn (luglio 1912) a San Francisco (novembre-dicembre 1912) ritornando via Capo Horn (febbraio 1913) a Ipswich nel maggio 1913.  Salpata da Hull nel luglio 1913 si portò a New York, da cui salpò per Melbourne via capo di Buona Speranza, per rientrare a Cardiff via capo Horn nel giugno 1914. Nel 1915, in piena prima guerra mondiale, al comando del capitano Le Meilleur salpò da Melbourne per Newcastle, via Antofagasta, dal 15 aprile all'8 maggio . Tra il 1917 e il 1921 fu al comando del capitano Emilien Rignaudy. La nave viaggiò da Pauillac a Londonderry, poi da Londonderry ad Adelaide (11-28 gennaio 1921), toccò Port Lincoln (9 marzo) ritornando via capo di Buona Speranza, toccando Sant'Elena e arrivando a Saint-Nazaire il 19 luglio 1921.
Nell'agosto dello stesso anno l'Amiral Cécille fu messa in disarmo a Saint-Nazaire.
Il 22 gennaio 1925 la nave si trovava nel canale Martinière, con a bordo una squadra di manutenzione, quando scoppiò un incendio, partito dopo una riparazione mal eseguita sul tubo della stufa che si trovava in soggiorno. L'incendio, combattuto con le pompe di bordo e poi con l'arrivo di una motopompa, distrusse completamente la poppa della Amiral Cécille. La nave fu demolita a La Roche Maurice in quello stesso anno.

### Annotazioni
1. ↑  I marinai dicevano di esse grandi guance, culo grosso".

### Fonti
1. 1 2 3  Vieuxgreement.
2. 1 2 3 4 5 6 7 8  Agenzia Bozzo.
3. 1 2 3 4 5 6 7 8 9 10 11  Archives.
4. 1 2 3 4 5 6  Placepublique.
5. 1 2 3  Barbé 1974, pp. 58-59.